# Wiesław Ochman

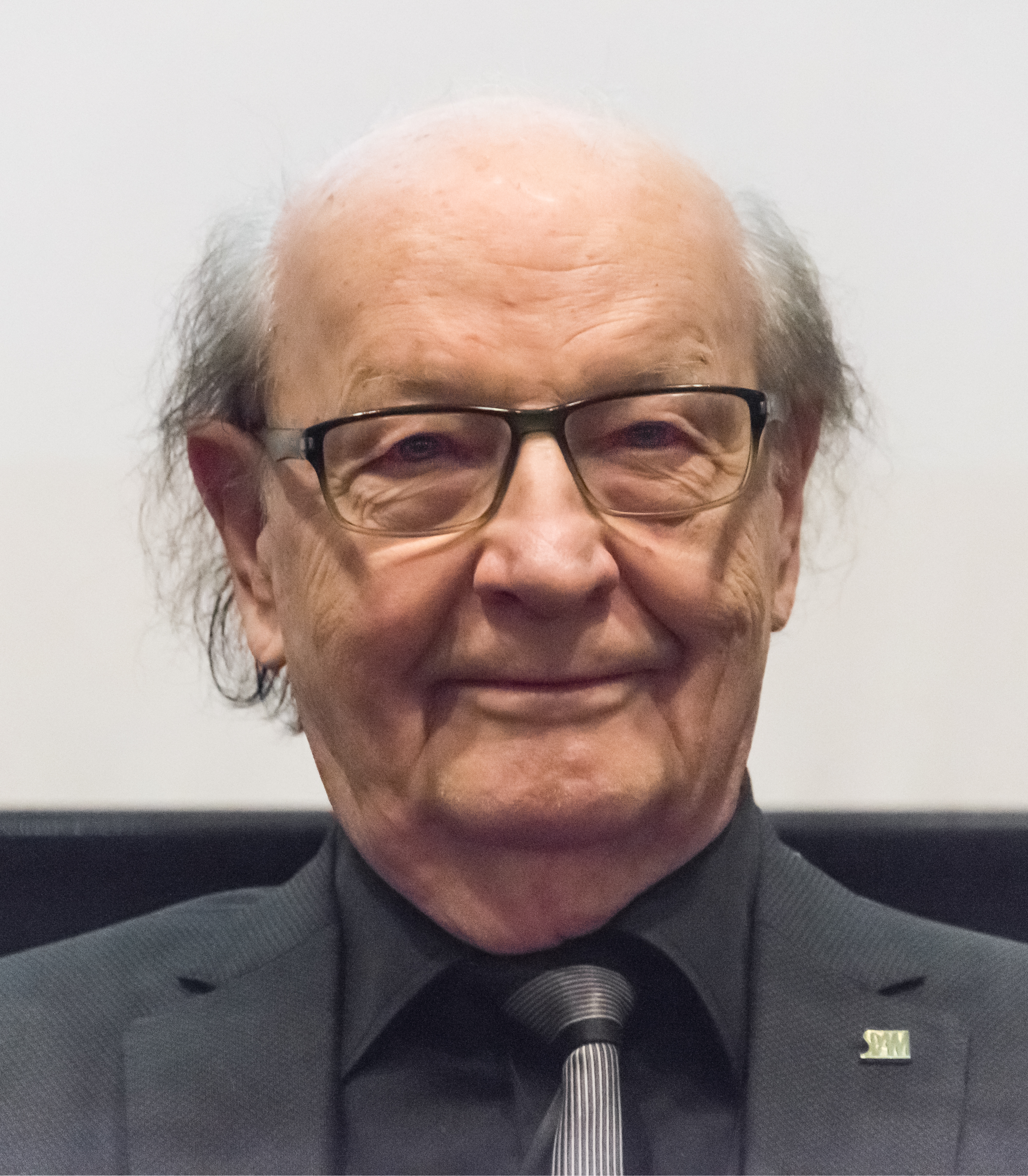
Wiesław Ochman (2023)

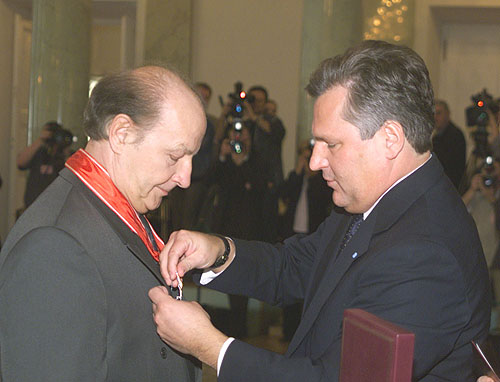
Der polnische Präsident Aleksander Kwaśniewski verleiht Wiesław Ochman das Komturkreuz mit Stern des Ordens Polonia Restituta (2001)

Wiesław Ochman (* 6. Februar 1937 in Warschau) ist ein polnischer Opernsänger (Tenor).

## Leben
Der Gesangsunterricht war für Ochman zunächst eine Freizeitbeschäftigung, der er während seines Ingenieurstudiums nachging; er wurde aber professionell von Gustaw Serafin und Sergiusz Nadgryzowski ausgebildet. Danach schlug er eine Opernlaufbahn ein. Seinem Debüt in Bytom 1960 als Edgardo in Lucia di Lammermoor von Gaetano Donizetti folgten dort drei weitere Jahre, bis er 1964 an das Opernhaus seiner Heimatstadt Warschau engagiert wurde. Ende der 1960er-Jahre begann dann seine internationale Karriere, die ihn an die Staatsoper Berlin, an die Covent Garden Opera London, die Grand Opéra Paris und nach Prag führte. Mehrmals gastierte er an der Hamburger Staatsoper. Außerdem sang er bei den Festspielen in Glyndebourne und Salzburg, wobei er sein Repertoire um Mozartpartien erweiterte. In einer Fernsehverfilmung von Franz Lehárs Der Zarewitsch trat er an der Seite von Teresa Stratas auf.
Weitere Engagements erhielt er an der Wiener Staatsoper, an das Bolschoi-Theater Moskau, nach Genf, Chicago, San Francisco und schließlich auch an die Metropolitan Opera New York, deren festes Ensemblemitglied er 1975 wurde. Hier wurde er vor allem im slawischen Fach eingesetzt. Gastspiele führten ihn bis in die 1990er-Jahre wieder nach Hamburg und an die Deutsche Oper Berlin.

## CD-Aufnahmen (Auswahl)
- Dvořák: Rusalka (Rolle: Prinz) – Supraphon
- Dvořák: Armida (Rolle: Rinald) – Orfeo
- Dvořák: Stabat Mater – Deutsche Grammophon
- Janáček: Jenůfa (Rolle: Laca) – Decca
- Janáček: Jenůfa (Rolle: Laca) – BIS
- Lehár: Der Zarewitsch (Rolle: Zarewitsch) – Philips
- Moniuszko: Halka (Rolle: Jontek) – CPO
- Moniuszko: Das Gespensterschloss (Rolle: Stefan) – Muza
- Mozart: Idomeneo (Rolle: Idomeneo) – Deutsche Grammophon
- Mozart: Requiem – Deutsche Grammophon
- Mozart: Waisenhausmesse – Deutsche Grammophon
- Penderecki: Requiem – Philips
- Prokofjew: Krieg und Frieden (Rolle: Pierre) – Erato
- Strauss: Salome (Rolle: Narraboth) – EMI
- Strauss: Salome (Rolle: Narraboth) – Deutsche Grammophon
- Szymanowski: König Roger (Rolle: Hirte) – Naxos
- Tschaikowski: Pique Dame (Rolle: Hermann) – Sony
- Verdi: Requiem – Muza
- Portrait: The Best of Ochman – Muza
- Arie z oper słowiańskich / Slawische Opernarien – Tonpress

## DVD-Aufnahmen
- Lehar: Der Zarewitsch (Rolle: Zarewitsch) – Deutsche Grammophon
- Strauss: Salome (Rolle: Narraboth) – Deutsche Grammophon